# Gare de Buzenol
La gare de Buzenol est une ancienne halte ferroviaire belge de la ligne 155, de Marbehan à Écouviez, située à 2,5 km du village de Buzenol, sur le territoire de la commune d’Étalle, dans la province de Luxembourg, en Région wallonne.
Elle est mise en service en 1873 par la Compagnie de Virton. La ligne ferme aux marchandises en 1960.

## Situation ferroviaire
Établie à 320 m d’altitude, la gare de Buzenol était établie au point kilométrique (PK) 13,5 de la ligne 155, de Marbehan à Virton et Écouviez (frontière), entre les gares de Croix-Rouge et d’Ethe.

## Histoire
L’arrêt du chemin de Buzenol existerait depuis le 21 mai 1873 par la Compagnie du chemin de fer de Virton qui inaugure ce jour-là une desserte marchandises commerciale sur la ligne Marebehan - Virton dont la construction remonte à 1872. Il faudra attendre le 28 mai 1873 pour que la ligne soit parcourue par des trains de voyageurs. L’Administration des chemins de fer de l’État belge reprend le contrôle de la Compagnie de Virton le 15 mars 1881.
L’arrêt est à nouveau mentionné en 1876. En 1881, c’est un point d’arrêt dépendant de la gare de Croix-Rouge mais cette dernière est rétrogradée au rang de halte et Buzenol est alors gérée depuis la gare d’Ethe. Disposant d’une voie de garage pour le chargement du bois des forêts avoisinantes, elle est ouverte au trafic des grosses marchandises à charge complète. Elle a aussi évacué la production de carrières de pierre dans lesquelles le ministre Walthère Frère-Orban, partisan de ce chemin de fer, avait des intérêts.
Le 1er mai 1895, Buzenol accéde au statut de halte. Ouverte aux marchandises des tarifs 1 à 4 (complètes et incomplètes) mais dépourvue d'une rampe avec cul-de-sac ferroviaire, elle est dotée en 1912 ou peu après d'un bâtiment des recettes correspondant au plan type 1893 des Chemins de fer de l’État belge, à côté de la maison de garde-barrière.
En 1927, un an après la création de la SNCB, Buzenol est toujours une halte ouverte aux voyageurs et à tous types de marchandises. Toutefois, elle aurait été fermée aux voyageurs dès 1938 alors que le reste de la ligne perd ses trains de voyageurs en 1951. La ligne entre Croix-Rouge et Ethe ferme aux marchandises en 1960 et les rails sont démontés huit ans plus tard.
Le bâtiment de la gare a été habité par le professeur d’entomologie à l’université de Gand, Robert Bracke. Dans les années 1960, Edmond Fouss, fondateur du Musée gaumais de Virton, concrétise le projet d’y installer le Centre de Buzenol, de l’Institut Royal des Sciences Naturelles de Belgique. Après le déménagement de cette institution à quelques centaines de mètres de là, il connaît divers propriétaires et est racheté en 2015 par un kinésithérapeute, tout comme la maison de garde-barrière, que la commune de Virton avait acquise en 1969.

## Patrimoine ferroviaire
Le bâtiment des recettes, de plan type 1893, possède une aile de six travées à droite du corps de logis et une façade en pierre avec un soubassement et des bandeaux de pierre de couleur différente. La maison de la garde-barrière, de trois travées avec une aile sur la gauche et une annexe à l'arrière, est également bâtie en pierre.